# Synaphosus nanus
Synaphosus nanus är en spindelart som först beskrevs av O. Pickard-Cambridge 1872.  Synaphosus nanus ingår i släktet Synaphosus och familjen plattbuksspindlar.
Artens utbredningsområde är Israel. Inga underarter finns listade i Catalogue of Life.